# Nina Wörz
Nina Wörz gift Müller, född 14 november 1980 i Bremen i Tyskland, är en tysk tidigare handbollsspelare.

## Klubbkarriär
Nina Wörz började spela handboll vid 5 års ålder i Bremen. I början spelade hon som högersexa men spelade sedan på olika niometerspositioner. Hon startade sin elitkarriär i VfL Oldenburg där hon spelade 1997 till 2000. Därefter spelade hon i sex år för den dåvarande toppklubben HC Leipzig där hon vann två tyska mästerskap. Randers HK var nästa klubb i karriären. Wörz spelade till 2012 i den danska klubben. Från sommaren 2012 bytte hon till den slovenska klubben RK Krim. Efter att ha vunnit 2 slovenska titlar och två cuper i Slovenien bytte hon klubb. Säsongen 2014-2015 spelade hon för den ungerska klubben Siófok KC.  Från 2015 till 2018 var hon spelare för den tyska klubben SG BBM Bietigheim som hon blev tysk mästare med 2017. Hon återvände sedan till Randers HK men hennes avtal sades upp i samförstånd redan i december 2018. I januari 2018 skrev hon kontrakt med den tyska Bundesliga-klubben Thüringer HC. Hon spelade där till 2019. Sedan säsongen 2019/2020 har hon spelat för Füchse Berlin i andra bundesliga. 2022 blev hon assisterande tränare i BVB Füchse Berlin.

## Landslag
Nina Wörz debuterade i Tysklands damlandslag i handboll den 19 februari 1999 i Marpingen mot Polen. Hon spelade 197 matcher för det tyska landslaget  och stod för 411 mål. Hennes främsta merit med landslaget var ett VM-brons 2007 vid VM i Frankrike. Hon tillhörde truppen vid OS i Beijing 2008. Hon spelade också vid världsmästerskapet i handboll för damer 2009 i Kina, där tyskorna slutade på 7:e plats.

## Meriter i klubblag
- Slovensk mästare 2013, 2014 med RK Krim.
- Vinnare av Slovenska cupen 2013, 2014 med RK Krim.
- Dansk Mästare 2012 med Randers HK.
- Tysk mästare 2002, 2006 med HC Leipzig och  2017 med SG BBM Bietigheim.
- Vinnare av tyska cupen 2006 med HC Leipzig 2019 med Thüringer HC,
- Vinnare av EHF-cupen 2010 med Randers HK.